# ホンダ・クイント
クイント（QUINT）は、本田技研工業がかつて生産、販売していたハッチバック型の小型乗用車である。同社のアコードとシビックの中間的な存在として位置づけられたモデルであった。

## 概要
1980年2月13日発表（発売は同年2月16日）。ボディは後部に大きめのバックドアを備えたファストバックスタイルの5ドアハッチバックセダンのみで、販売チャンネルであった「ベルノ店」の性格から、幅広い用途での使用を想定しながら、よりスポーティな走行性能を備える車種としての性格付けがなされていた。
搭載されるエンジンはアコードにも搭載されたEP型 1.6L SOHC CVCC（90PS：グロス値）の1種類のみで、組み合わされるトランスミッションは、5速MTと3速ホンダマチックの2種類であった。
1985年2月19日のフルモデルチェンジで車名を「クイントインテグラ」に改めたことで、「クイント」の単独ネームは1代限りとなった。
また、当時ホンダがイギリスのローバーと提携していた関係で、オーストラリアではクイントのバッジエンジニアリング車がローバー・クインテットとして1983年から1985年まで販売されていた。

## 搭載エンジン
- エンジン種類：水冷直列4気筒横置き
- 弁機構：CVCC SOHCベルト駆動 吸気1 排気1
- 排気量：1,601cc
- 内径×行程：77.0mm×86.0mm
- 圧縮比：8.8
- 最高出力：90PS/5,500rpm
- 最大トルク：13.2kgf·m/3,500rpm
- 燃料供給装置形式：キャブレター
- 使用燃料種類：無鉛レギュラーガソリン
- 燃料タンク容量：50L

## 車名の由来
- Quint：五人組や五重奏を意味する「Quintet（クインテット）」を短縮した造語である。なお、欧州ではクインテットの名称で販売されていた。